# Cheilosia illustrata
Cheilosia illustrata је врста инсекта из реда двокрилаца и породице осоликих мува.

## Распрострањење
Ова осолика мува насељава Европу и Азију. У Србији је пристуна, углавном на планинама. Насељава шуме, пашњаке и ливаде.

## Опис
Велика је од 9 до 12 мм, а од сродних потпуно црних врста се лако разликује. Има карактеристичан бели и жути појас. Cheilosia illustrata лети од маја до септембра. Одрасли посећују широк спектар белих цветова породице Asteraceae, али и друге биљке. Ларве се развијају у корену биљака из породице Asteraceae.

## Синоними
- Cheilosia oestracea
- Musca fulva Gmelin, 1790
- Musca illustratus Harris, 1780
- Syrphus rupestris Panzer, 1797